# Veľký Žomboj
Veľký Žomboj (też: Veľká Žomboj lub Veľká železná priepasť, węg. Nagy-zsomboly) – jaskinia na obszarze Krasu Słowacko-Węgierskiego w Wewnętrznych Karpatach Zachodnich na Słowacji.

## Położenie
Jaskinia znajduje się w północnej, zalesionej części Płaskowyżu Silickiego, ok. 100 m na południe od jaskini Malý Žomboj i ok. 470 m na północny zachód od Jaskini Silickiej. Otwór wejściowy leży na wysokości 590 m n.p.m. w zboczu głębokiego leja krasowego, niedaleko rozwidlenia niebiesko znakowanego  szlaku turystycznego i drogi leśnej.

## Nazwa
Nazwa jaskini poszła od przekręcenia węgierskiego słowa zsomboly, oznaczającego jaskinię o dominującym rozwinięciu pionowym, studnię (przepaść) jaskiniową. Węgierskie Nagy-zsomboly to "Wielka studnia" lub "Wielka przepaść".

## Geneza – morfologia
Veľký Žomboj jest jaskinią typu studni krasowej. Całkowita głębokość jaskini wynosi 55 m. Dzięki znacznej średnicy otworu wejściowego jest oświetlona dziennym światłem aż po dno.

## Turystyka
Jaskinia nie jest udostępniona do zwiedzania.